# La Lola se va a los puertos (pel·lícula de 1947)
La Lola se va a los puertos és una pel·lícula espanyola de 1947, dirigida per Juan de Orduña i interpretada per Ricardo Acero, Juanita Reina, Nani Fernández i Manuel Luna. El guió està basat en l'obra d'Antonio i Manuel Machado del mateix títol escrita en 1929. Hi ha un remake de 1993 amb Rocío Jurado en el paper protagonista.

## Argument
Cadis, 1860. Lola (Juanita Reina) salpa amb vaixell des de San Fernando a Sanlúcar de Barrameda al cortijo de Sr. Diego, el seu promès. Allí es troba al seu fill José Luis. Entre ells creix una gran amistat.

## Repartiment
- Juanita Reina - Lola
- Nani Fernández - Rosario
- Manuel Luna - Heredia
- Ricardo Acero - José Luis
- Jesús Tordesillas - Don Diego
- Nicolás D. Perchicot - Willy
- Faustino Bretaño - Asaúra
- María Isbert - Criada
- Rafaela Rodríguez - Criada
- María Cañete - Mercedes
- María Cuevas - Santera
- Arturo Marín  - Gitano
- Fernando Aguirre - Hombre en isla
- José María Mompín - Marinero 1
- Joaquín Pujol - Marqués
- Manuel Sabatini
- Antonio Riquelme - Calamares
- Conrado San Martín - Marinero 2
- Casimiro Hurtado - Paco
- Felipe Neri
- Rafael Romero Marchent  - Curro Mairén
- Marina Torres - Enfermera
- Teófilo Palou - Doctor
- Manuel Dicenta - Panza Triste

## Premis
En la tercera edició de les medalles del Cercle d'Escriptors Cinematogràfics va aconseguir els premis al millor actor secundari (Jesús Tordesillas) i millor música (Jesús García Leoz).